# Ária de concerto
Ária de Concerto é geralmente uma ária ou uma cena similar àquelas de óperas, escritas em estrutura e estilo livres,  e compostas para uma cantora e orquestra, especificamente para serem realizadas em um concerto e não como parte de uma ópera. As árias de concerto geralmente foram compostas para cantores específicos; o compositor costumava sustentar que a voz e domínio do cantor o inspirou a compor.
Além de projetar árias soltas para cantor e orquestra, o termo também foi usado para se referir a árias que foram especificamente compostas para serem intercaladas em óperas existentes, como acréscimos à partitura ou como substituições de outras árias. Às vezes, muitos deles são realizados em concertos porque eles não têm o comprimento necessário para o seu propósito original, embora, estritamente falando, eles não foram compostos para serem realizados em concerto.
Brigitte Toulon explica em seu ensaio na Complete Mozart Edition da gravadora Philips que neste grupo devemos reconhecer quatro tipos de Árias de Concerto:
- As árias para serem cantadas em recital;
- As cenas (recitativo, ária e cabaletta), por exemplo "Per questo paterno amplesso" composta para o recital na casa do Conde Firmian em Milão em 1770;
- As árias para serem inseridas nas óperas de outros compositores, tais como Voi avete un cor fedele,para Le Nozze di Norina de Baldassare Galuppi, e Si mostra la sorte, para L’Astratto de Piccini; e
- As árias alternativas para suas próprias óperas tais como  Non temer, com violino obligato, feita para o tenor Idamante em Idomeneo.

## Árias de concerto por outros compositores
"Ah, perfido" de Beethoven, e "L'abbandono" de Bellini também são consideradas árias de concerto.